# Alexis Ford
Alexis Ford, née le 24 avril 1988 à New York, est une actrice américaine de films pornographiques.

## Biographie
Née et élevée à Ridgewood, quartier de Queens à New York, Alexis Ford étudie dans une école catholique de New York et dans une école d'infirmières de Miami. Elle dit « Je pense que toutes les filles vicieuses vont à l'école catholique ».
Elle commence sa carrière comme danseuse, stripteaseuse et modèle. Elle est la Penthouse Pet du mois juin 2012 du magazine Penthouse.
En fin d'année 2012, Alexis Ford est une star après la sortie du film Alexis Ford Darkside par Jules Jordan Video.

## Filmographie sélective
- 2008 : Brand New Faces 8
- 2009 : Women Seeking Women 55
- 2010 : FemmeCore
- 2010 : Cheerleaders Academy
- 2011 : Bree and Tori
- 2012 : Big Wet Asses 22
- 2013 : Molly's Life 21
- 2013 : Balls Deep Anal Nymphos 2
- 2014 : We Live Together 31
- 2014 : Molly's Life 22
- 2015 : I Have a Wife 35
- 2016 : Gym Dolls 2
- 2017 : Alexis Ford Uncovered

## Distinctions
Récompenses
- 2010 : CAVR Award : Contract Star of the Year
- 2013 : AVN Award : Best Boy/Girl Sex Scene - Alexis Ford Darkside avec Nacho Vidal

Nominations
- 2010 : FAME Award : Finalist for Favorite New Starlet
- 2011 : AVN Award : Best All-Girl Group Sex Scene - FemmeCore avec Teagan Presley, Monique Alexander, Lisa Ann, Celeste Star et Andy San Dimas
- 2011 : AVN Award : Best New Starlet
- 2011 : XBIZ Award : New Starlet of the Year
- 2012 : NightMoves Award : Best Overall Body
- 2013 : AVN Award : Best Anal Sex Scene - Alexis Ford Darkside avec Lexington Steele
- 2013 : AVN Award : Best Double Penetration Sex Scene - Alexis Ford Darkside avec Voodoo et Chris Strokes
- 2013 : AVN Award : Best Oral Sex Scene - Alexis Ford Darkside
- 2013 : AVN Award : Best POV Sex Scene - Alexis Ford Darkside avec Jules Jordan
- 2013 : NightMoves Award : Best Body
- 2014 : AVN Award : Best Group Sex Scene - Big Tits at Work 19 avec Phoenix Marie, Angelina Valentine, Kagney Linn Karter et Keiran Lee
- 2014 : AVN Award : Best Supporting Actress - Just In Beaver Fever
- 2014 : AVN Award : Best Three-Way Sex Scene – B/B/G - Just In Beaver Fever avec Seth Gamble et Jon Jon
- 2014 : XBIZ Award : Female Performer of the Year